# Podocoryna
Podocoryna is een geslacht van neteldieren uit de  familie van de Hydractiniidae.

## Soorten
- Podocoryna americana (Mayer, 1910)
- Podocoryna areolata (Alder, 1862)
- Podocoryna australis Schuchert, 1996
- Podocoryna bella Hand, 1961
- Podocoryna borealis (Mayer, 1900)
- Podocoryna carnea M. Sars, 1846
- Podocoryna exigua (Haeckel, 1879)
- Podocoryna hayamaensis Hirohito, 1988
- Podocoryna humilis Hartlaub, 1905
- Podocoryna loyola Haddad, Bettim & Miglietta, 2014
- Podocoryna martinicana Galea & Ferry, 2013
- Podocoryna pruvoti (Motz-Kossowska, 1905)
- Podocoryna tenuis (Browne, 1902)